# Viktorija Demtjenko
Viktorija Albertovna Demtjenko (ryska: Виктория Альбертовна Демченко), född 26 november 1995 i Tjusovoj, är en rysk rodelåkare. Hon är dotter till Albert Demtjenko.

## Karriär
Demtjenko tävlade för ROC vid olympiska vinterspelen 2022 i Peking, där hon slutade på 28:e plats i damernas singel.